# Coalició Democràtica de l'Oposició
La Coalició Democràtica de l'Oposició (portuguès Coligação Democrática da Oposição) o CODO és un partit polític de São Tomé i Príncipe. Es va formar en 1986 de la unió dels dos partits exiliats a Portugal Unió Democràtica Independent de São Tomé i Príncipe (UDISTP) de Virgilio Carvalho i Front de Resistència Nacional de São Tomé i Príncipe (FRNSTP) de Carlos da Graça.
Es va presentar a les eleccions legislatives de São Tomé i Príncipe de 1991, les primeres pluripartidistes, i hi va obtenir escó. Tanmateix, a les eleccions de 1994 i 1998 el va perdre i restà una força gairebé marginal. A les eleccions legislatives del 3 de març de 2002 es va unir a l'aliança Uê Kédadji que va obtenir 16.2% del vot popular i 8 dels 55 escons. Aquesta aliança, però, tampoc va obtenir cap escó a les eleccions de 2006.
El partit va donar suport Patrice Trovoada a les eleccions presidencials del 30 de juliol de 2006. Va obtenir el 38.82% dels vots, quedant segon a força distància del president electe Fradique de Menezes, qui va rebre el 60,58% dels vots.